# Редрът
Редру̀т (на английски: Redruth) е град в Югозападна Англия, графство Корнуол. Разположен е на около 10 km на юг от брега на Атлантическия океан, на около 50 km западно от Плимут. Има жп гара. Населението му е 12 352 души (2001).